# 香港富泰
香港富泰有限公司(當時是代號為0121.HK)，是從紀德實業控股換取上市的。
主要業務當時投資中國房地產及股票。被泰國正大集團收購，後來房地產連續長年來虧損，已轉移至零售商，已現時為卜蜂蓮花。

## 外部連結
- 卜蜂蓮花[永久]